# Мало Крушево
Мало Крушево (алб. Krushevë e Vogël) је насеље у општини Клина, Косово и Метохија, Република Србија.

## Становништво
| Демографија | Демографија | Демографија |
| Година      | Становника  | Становника  |
| ----------- | ----------- | ----------- |
| 1948.       | 220         |             |
| 1953.       | 245         |             |
| 1961.       | 316         |             |
| 1971.       | 410         |             |
| 1981.       | 469         |             |
| 1991.       | 476         |             |